# Меццо-тинто
Ме́ццо-ти́нто (от итал. mezzo — средний, tinto — окрашенный, тонированный; буквально «полутон»), также «чёрная манера» (от фр. manière noire), «английская манера» (manière anglaise) или шабкунст (нем. Schabkunst — «искусство скребком») — разновидность тоновой гравюры на металле глубокой печати, в которой изображение создаётся не линиями и штрихами, как в офорте, а плавными тональными переходами. Гравюры меццо-тинто отличаются глубиной и бархатистостью тона, богатством светотеневых оттенков. В этой технике мастер-художник предварительно с помощью специального инструмента: берсо (фр. berceau — люлька), или «качалки», с зубчатой насечкой обрабатывает поверхность медной доски таким образом, чтобы она по всей поверхности приобрела ровную шероховатую фактуру. Иногда используют «качалку», напоминающую лопатку с дугообразным нижним краем, имеющим зубцы (англ. hand-rocker, или англ. hatcher — «наседка»). Слегка покачивая, инструмент передвигают по доске в разных направлениях, пока вся её поверхность не приобретёт ровную зернистость.

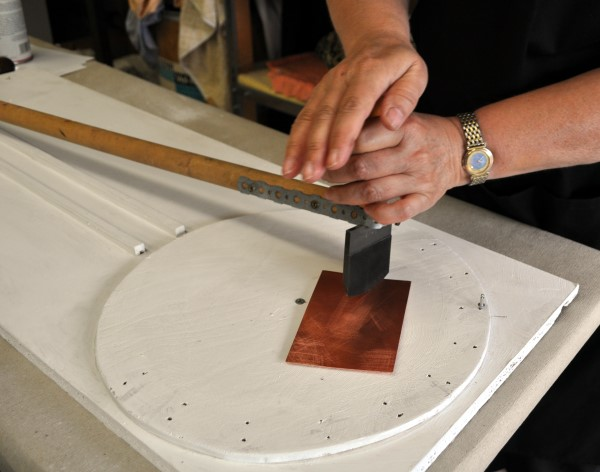
Обработка «доски» качалкой

Обработка доски (так в искусстве графики называют любую печатную форму) — трудоёмкий и длительный процесс, но он искупается красотой бархатистой фактуры печатного оттиска. При глубокой печати (втирании в углубления доски типографской краски и последующем передавливании на офортном станке на слегка увлажнённую бумагу) зернёная поверхность даёт ровный чёрный тон. Существуют и иные, модернизированные приёмы подготовки доски, в том числе за счёт травления, но подобных модернизаций избегают классические гравёры.

## Техника работы
После тщательной подготовки доски художник с помощью шабера и гладилки, или планира, заглаживает поверхность в тех местах и в той мере, где предполагаются светлые места будущего изображения. Гладкие места при печати не задерживают краску и дают на бумаге светлый тон. Помимо «качалки» художники используют различные зубчатые рулетки, а также резец и офортную иглу, сочетая мягкие полутона со штрихами и линиями.
В технике меццо-тинто можно получить сравнительно небольшое количество качественных оттисков, обычно не более двадцати-тридцати, из-за тонкости фактуры и быстрого изнашивания доски.

## История меццо-тинто

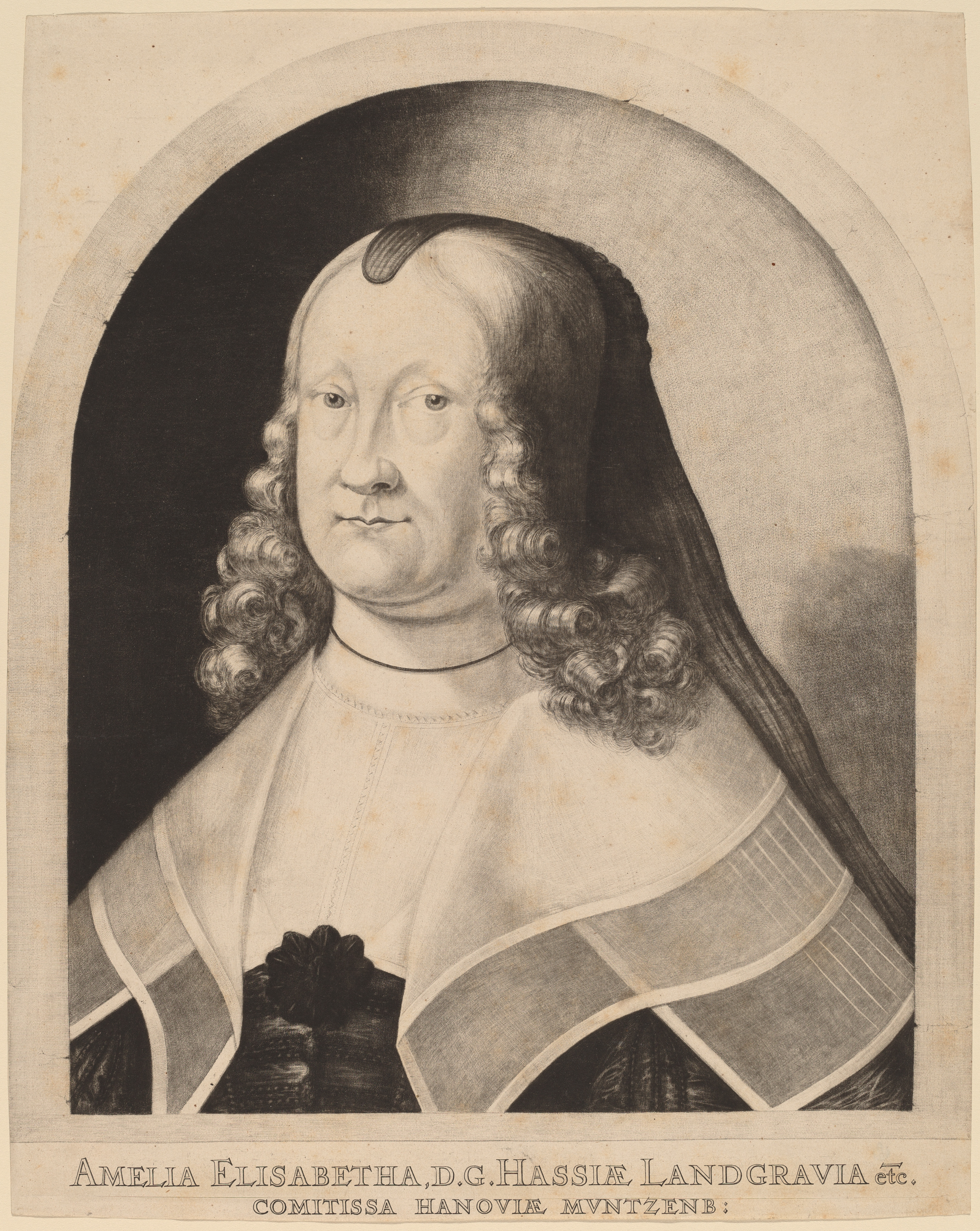
Людвиг фон Зиген. Портрет ландграфини Амалии Елизаветы Ганау-Мюнценбергской. 1643. Бумага, меццо-тинто. Национальная галерея искусства, Вашингтон

В истории гравюры невозможно определить точную дату и единственного мастера, изобретателя этой техники. Она формировалась постепенно. Тем не менее, обычно называют имя работавшего в Касселе (Германия) голландского художника-любителя из Утрехта Людвига фон Зигена, офицера армии ландграфа Вильгельма IV, который выполнил в 1642 году первую известную гравюру в придуманной им технике — портрет матери Вильгельма ландграфини Амалии Елизаветы. В сопроводительном письме он с гордостью писал: «Нет ни единого гравёра, ни единого художника, который мог бы объяснить или разгадать, как это выполнено».
Спустя пятнадцать лет принц Руперт Пфальцский, кузен Вильгельма IV, вероятно, учитывая опыт фон Зигена, во время пребывания в Касселе в 1657 году, также заявлял, что изобрел «новый способ гравирования, называемый меццо-тинто». Вероятнее всего, он изобрёл не саму технику, а новый инструмент типа «качалки» для подготовки доски. Так или иначе появление нового способа гравирования связано с Англией.
Однако главным фактором этого открытия было стремление художников разных стран найти способ передачи эстетического качества «живописности» в самой живописи рубежа XVII—XVIII веков — периода барокко и караваджизма. Гравюру в то время использовали главным образом в репродукционных целях. Строгая резцовая гравюра и даже средства штрихового офорта казались недостаточными для воспроизведения живописных картин. Иногда в качестве предшественника живописных техник и манер гравюры называют Рембрандта, поскольку его офорты действительно невероятно живописны. Мерцания света и тени, мягкие полутона, «вибрация» контуров характеризовали устремления художников того времени, как живописцев, так и рисовальщиков и гравёров.

## Художественные особенности и мастера
Техника меццо-тинто близка акватинте, акватипии, пунктиру, лавису, технике «мягкий лак», все они относятся к разновидности «гравюры пятном». Вначале меццо-тинто, как и иные гравюрные техники и манеры, использовали для воспроизведения живописных картин, в том числе знаменитых «ночных сцен», мастерами которых были Жорж де Латур во Франции, Хендрик Тербрюгген и Геррит ван Хонтхорст (Герардо Ночной) в Нидерландах, Джозеф Райт из Дерби в Англии.
В гравюре на дереве аналогичная тенденция нашла выражение в изобретении кьяроскуро. Во Франции гравюрами в этой технике прославился Ж.-Ф. Жанине. В Голландии в технике меццо-тинто работал Абрахам Блотелинг, причём столь успешно, что ему иногда приписывают изобретение «рокера» (инструмента для подготовки печатной формы), а также внедрение этой техники в Англии. Как бы то ни было, лучшими мастерами меццо-тинто стали английские гравёры.
В 1662 году английский писатель Джон Ивлин, возможно, со слов Руперта, описал новую технику в трактате «Скульптура, или История и искусство калькографии и гравюры на меди с подробным перечислением наиболее известных мастеров и их работ…» (Sculptura: or the History, and Art of Chalcography and Engraving in Copper…). Завершается выспренный заголовок фразой «Первый отчет о новой манере гравирования, или меццо тинто, сообщённый его Высочеством принцем Рупертом автору этого трактата». Ивлин не был художником, но он подробно описал техническую сторону работы и все применяемые инструменты.
В XVIII веке меццо-тинто в Англии стало поистине национальным видом искусства. Отчасти это связано с особенностями английской живописи того времени, в частности стиля пикчуреск. В Англии работала целая плеяда гравёров «чёрной манеры»: Валентайн Грин, Джеймс Уокер, Уильям Дикинсон, Э. Латрелл, Дж. Рафаэль Смит, Дж. Уотс, У. Уорд, Т. Уотсон, Томас Фрай, У. Шервин, а также работавшие в Англии нидерландец В. Вайлант, Я. Ван дер Ваарт, П. и Я. Ван Зоммеры, Г. Фалк, в Голландии: К. Трост и многие другие. Меццо-тинто Роберта Хэнкока использовали для деколи на металлических и фаянсовых изделиях.
В начале XVIII века потомок французских беженцев Якоб Кристоф Леблон, живший в Амстердаме, использовал технику цветной печати меццо-тинто, аналогичную цветной ксилографии кьяроскуро, с использованием трёх основных цветов: красного, жёлтого и синего.
Однако трудоёмкость меццо-тинто стало причиной того, что к середине XIX века эта техника вышла из употребления. Её заменили литография, хромолитография и офсетная печать.

## Галерея

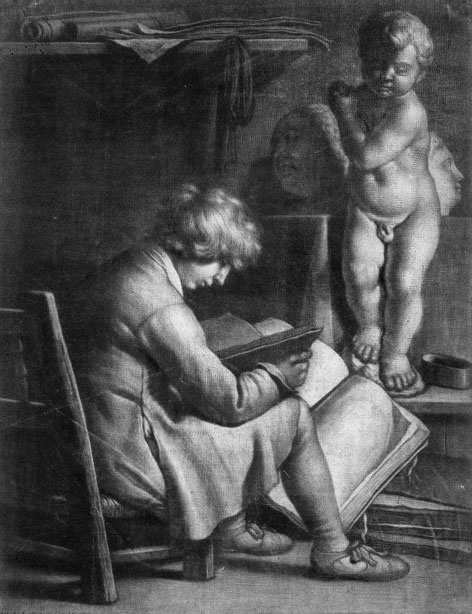
В. Вайлант. Молодой человек читает перед статуей Купидона. Около 1650 года. Меццо-тинто
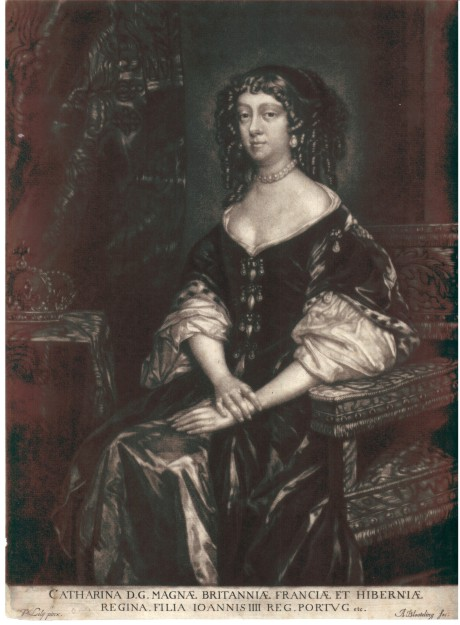
A. Блутелинг. Портрет Екатерины Брагансской. По живописному оригиналу П. Лели. 1672. Меццо-тинто
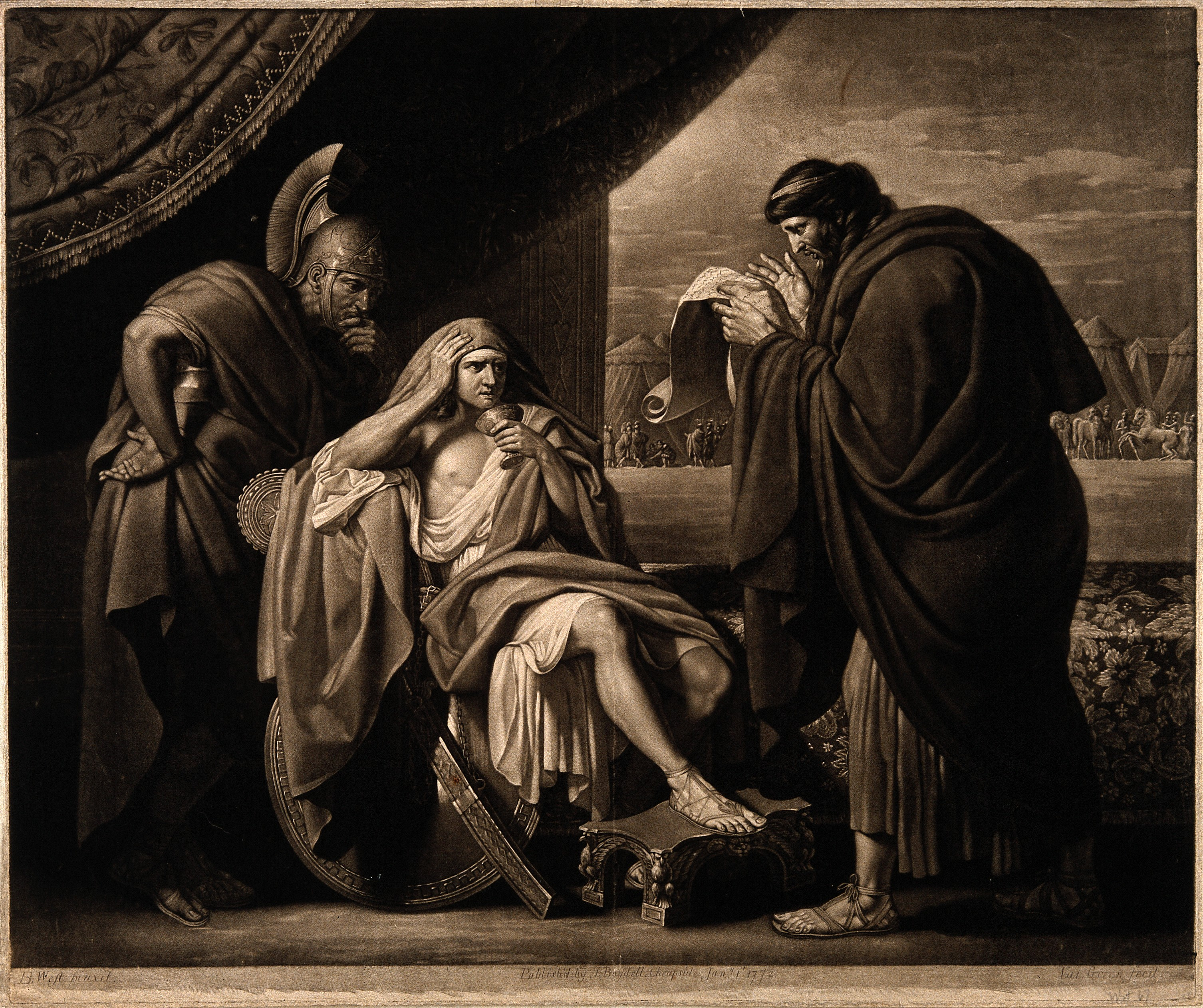
В. Грин. Александр Великий демонстрирует доверие своему врачу. По картине Б. Веста Старшего. 1772
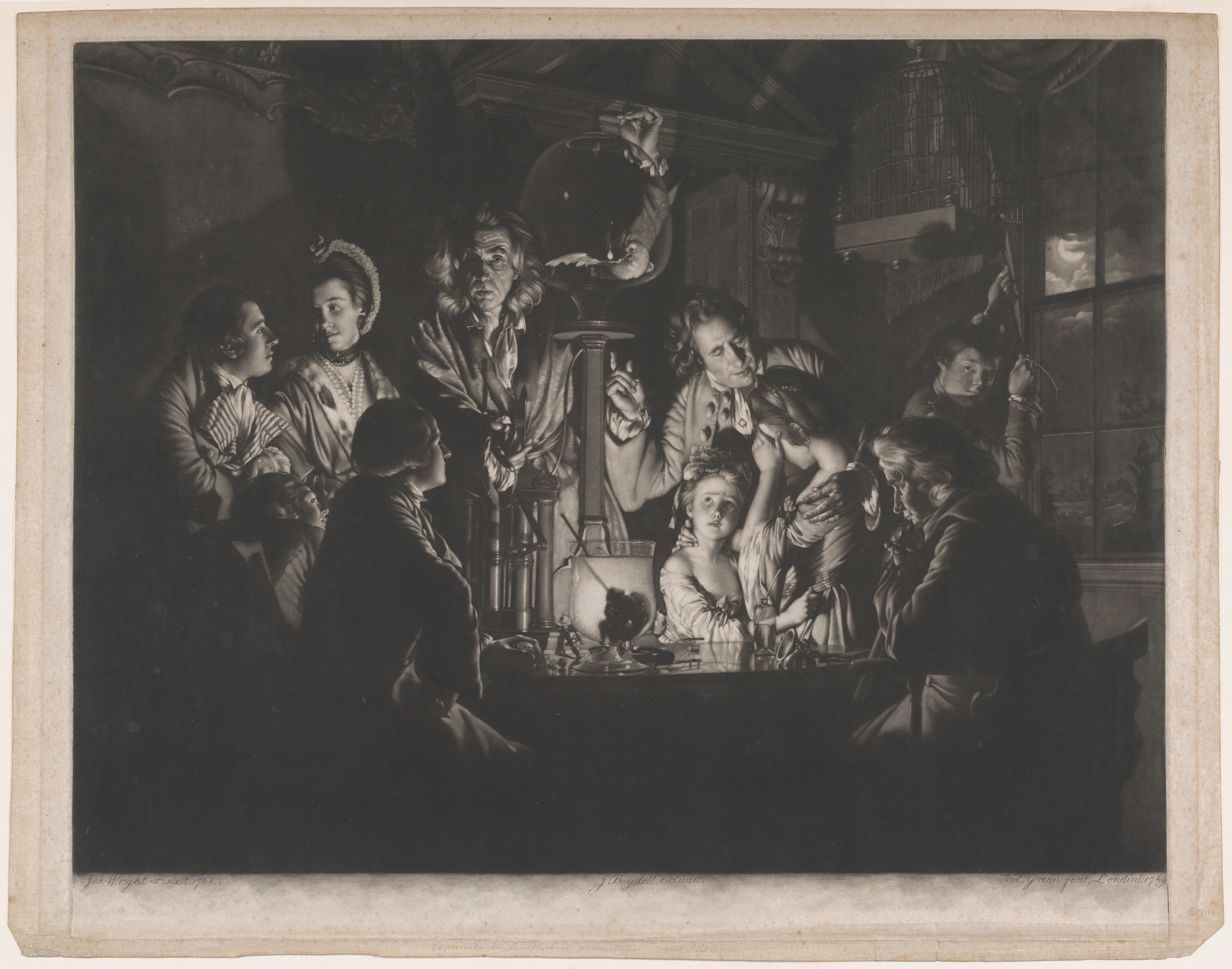
В. Грин. Философ демонстрирует эксперимент с воздушным насосом. 1769. По картине Дж. Райта из Дерби
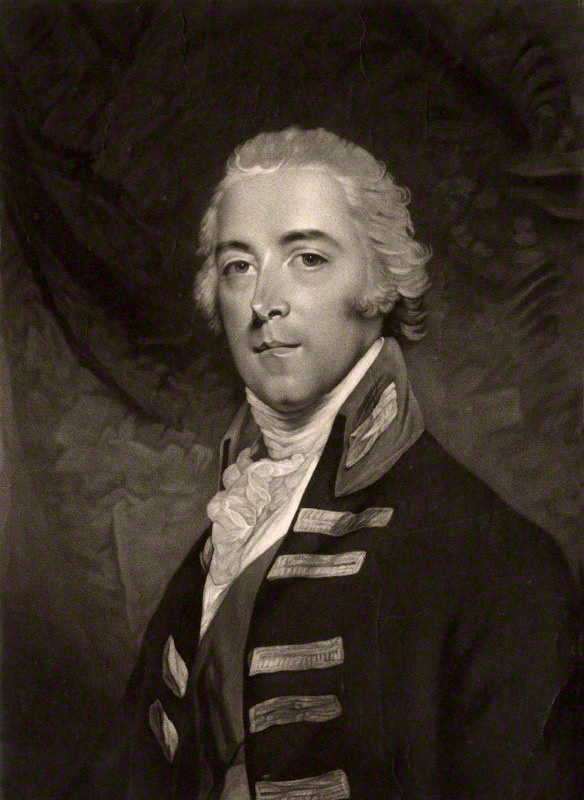
В. Грин. Портрет Джона Питта. 1799. По картине Дж. Хопнера

## Известные гравёры-меццотинтисты
- Валентайн Грин
- Эдвард Дейес
- Франческо Дзукки
- Корнелис Дюсарт
- Ричард Ирлом
- Уильям Петер
- Бернар Пикар
- Иоганн Питер Пихлер
- Жан-Франсуа Жанине
- Джеймс Уокер
- Джон Фейбер (старший)
- Бернхард Фогель
- Иоганн Каспар Фюссли
- Иоганн Штенглин
- Мауриц Корнелис Эшер
- Иоганн Якобе